# Bermbach (Buttlar)

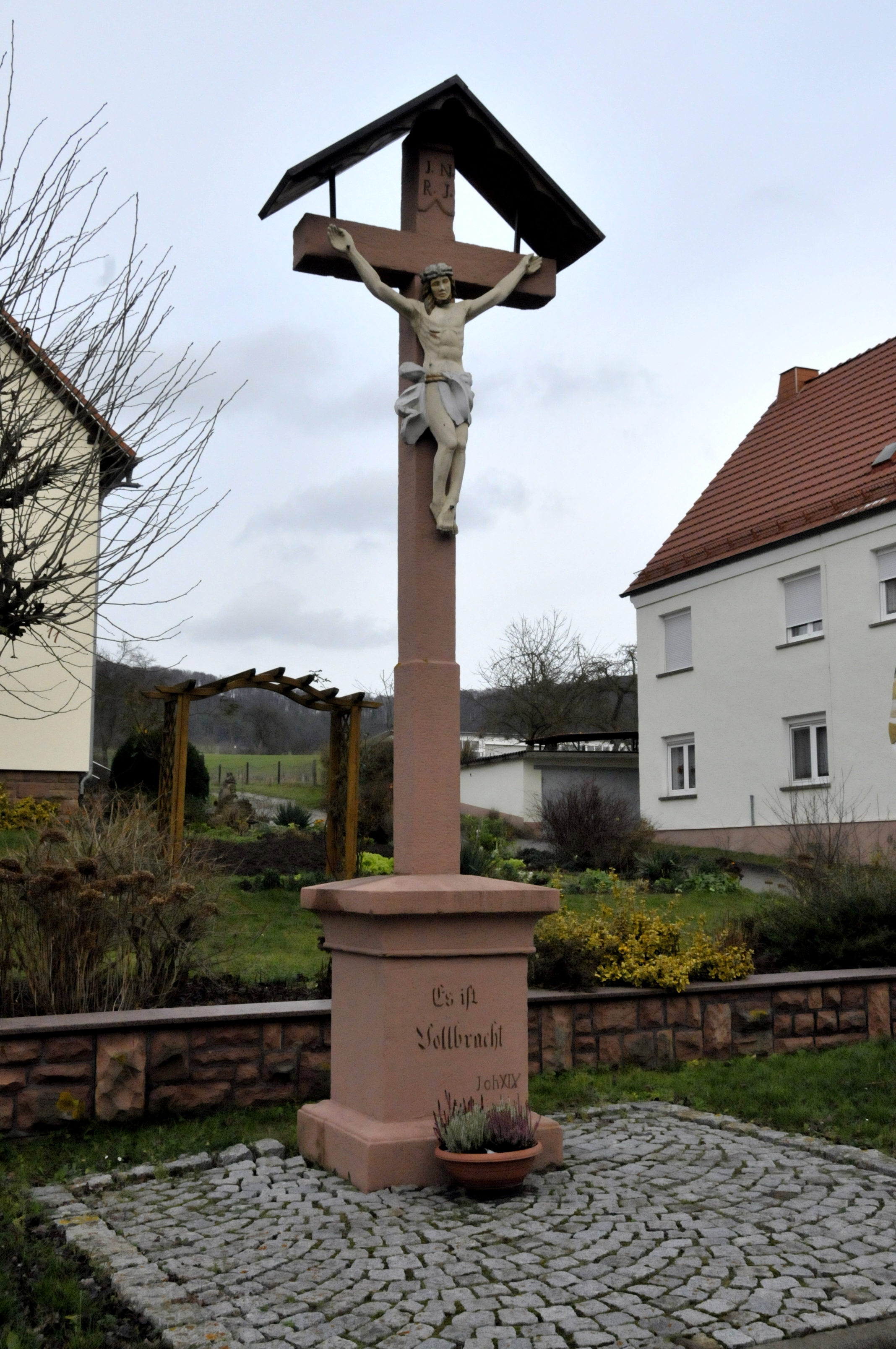
Wegekreuz

Bermbach ist seit der 1994 vorgenommenen Eingemeindung ein Ortsteil der thüringischen Gemeinde Buttlar im Wartburgkreis. Bermbach wurde 1329 erstmals urkundlich erwähnt und zählt naturräumlich zur Kuppenrhön.

## Geographie
Bermbach befindet sich drei Kilometer östlich des Hauptortes Buttlar im thüringischen Teil der Rhön und liegt zugleich etwa 18 Kilometer (Luftlinie) westsüdwestlich der Kreisstadt Bad Salzungen. Bermbach befindet sich im Tal des Bermbach, einem orographisch rechten Zufluss der Ulster. Der Bach wird in einem schön gemauerten Kanal durch das Dorf geleitet. Höchste Erhebungen sind der Lange Berg (431,2 m ü. NN), die Wachkoppe (421 m ü. NN) und  der Arberts (347,1 m ü. NN).
Westlich der Ortslage erhebt sich der Michaelsberg mit der gleichnamigen Kapelle (431,2 m ü. NN), dieser Berg liegt nur anteilig in Bermbacher Gemarkung. Die geographische Höhe des Ortes beträgt 297 m ü. NN.

## Geschichte
Bermbach wurde 1329 erstmals urkundlich erwähnt und war nach Buttlar eingepfarrt und eingeschult.
Im Türkensteuerregister der Fürstabtei Fulda aus 1605 ist der Ort unter Namen Bermich mit 55 Familien erwähnt.
1879 wurden, basierend auf der Volkszählung von 1875 statistische Angaben zum Ort publiziert. Bermbach hatte in diesem Jahr 53 Wohnhäuser mit 295 Einwohnern. Die Größe der Flur betrug 634,7 ha davon Höfe und Gärten 7,7 ha, Wiesen 75,9 ha, Ackerfläche 346,2 ha. Wald 185,2 ha, Teiche, Bäche  und  Flüsse  1,0 ha, auf Wege, Triften, Ödland und Obstbauplantagen entfielen 18,6 ha. Das Dorf hatte einen Viehbestand von 17 Pferden, 232 Rindern, 249 Schafen, 11 Ziegen und 58 Schweinen sowie 24 Bienenstöcken.
Im Jahr 1955 lebten im Ort 416 Einwohner.

## Kultur und Sehenswürdigkeiten
- An die Zeit der Christianisierung erinnert die Michaelskapelle auf dem Michaelsberg. (Lage:)
- Bermbach ist eine als Straßendorf angelegte Siedlung und besitzt eine kleine, 1882 erneuerte katholische Dorfkirche, sie ist St. Peter und Paul geweiht und liegt im Zentrum der Ortslage.
- Am nördlichen Talrand bei Bermbach befindet sich die Sängerwiese – zugleich der Festplatz der Gemeinde. Hier finden im Jahreslauf die wichtigsten Veranstaltungen und Feste statt.
- Etwa einen Kilometer südöstlich der Ortslage befindet sich an einem Feldweg ein Steinkreuz, es trägt den überlieferten Namen Franzosenkreuz. Dort sollen nach örtlicher Überlieferung mehrere napoleonische Soldaten verscharrt liegen.

### Impressionen der Kirche

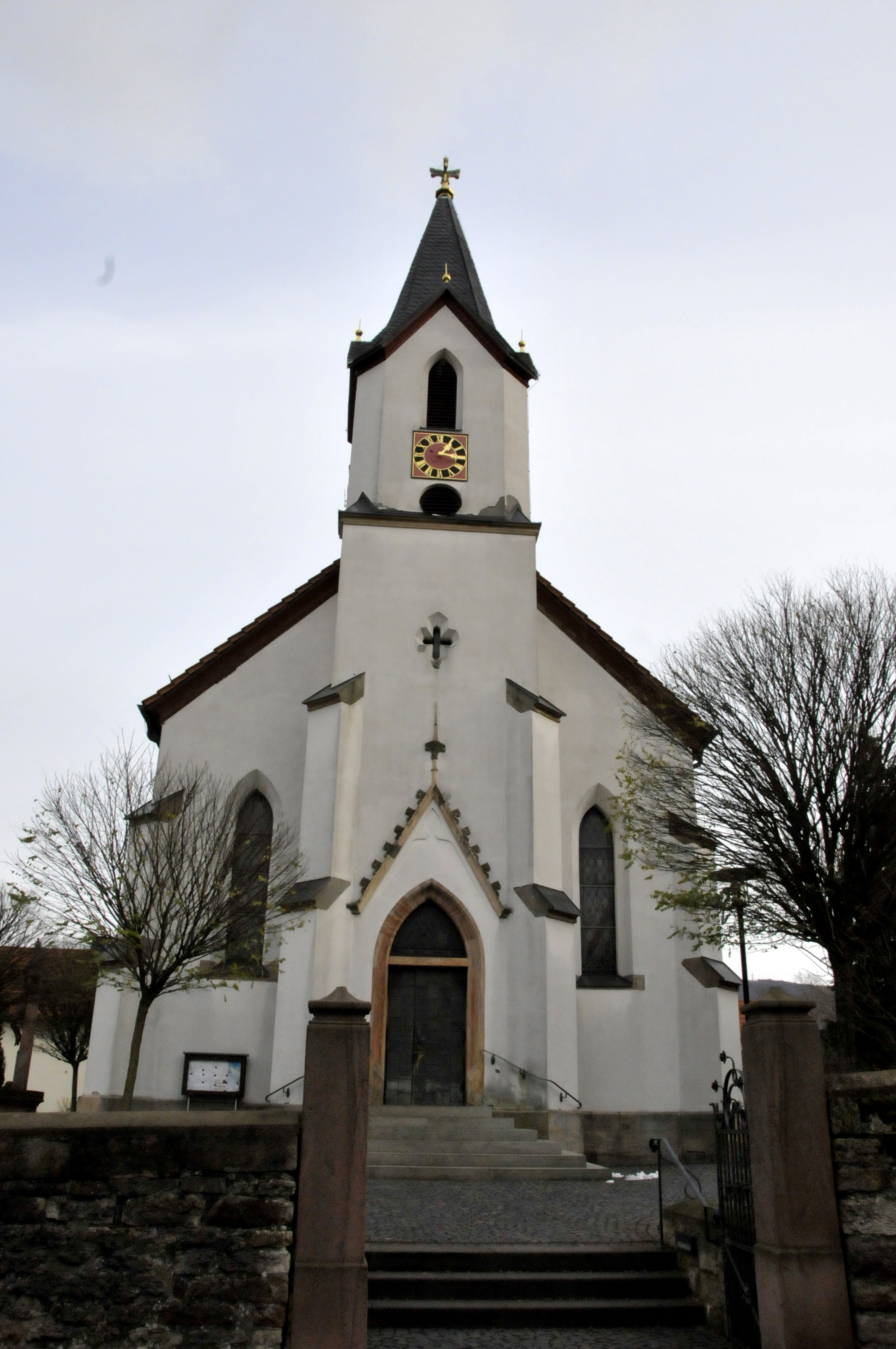
Ansicht von Westen
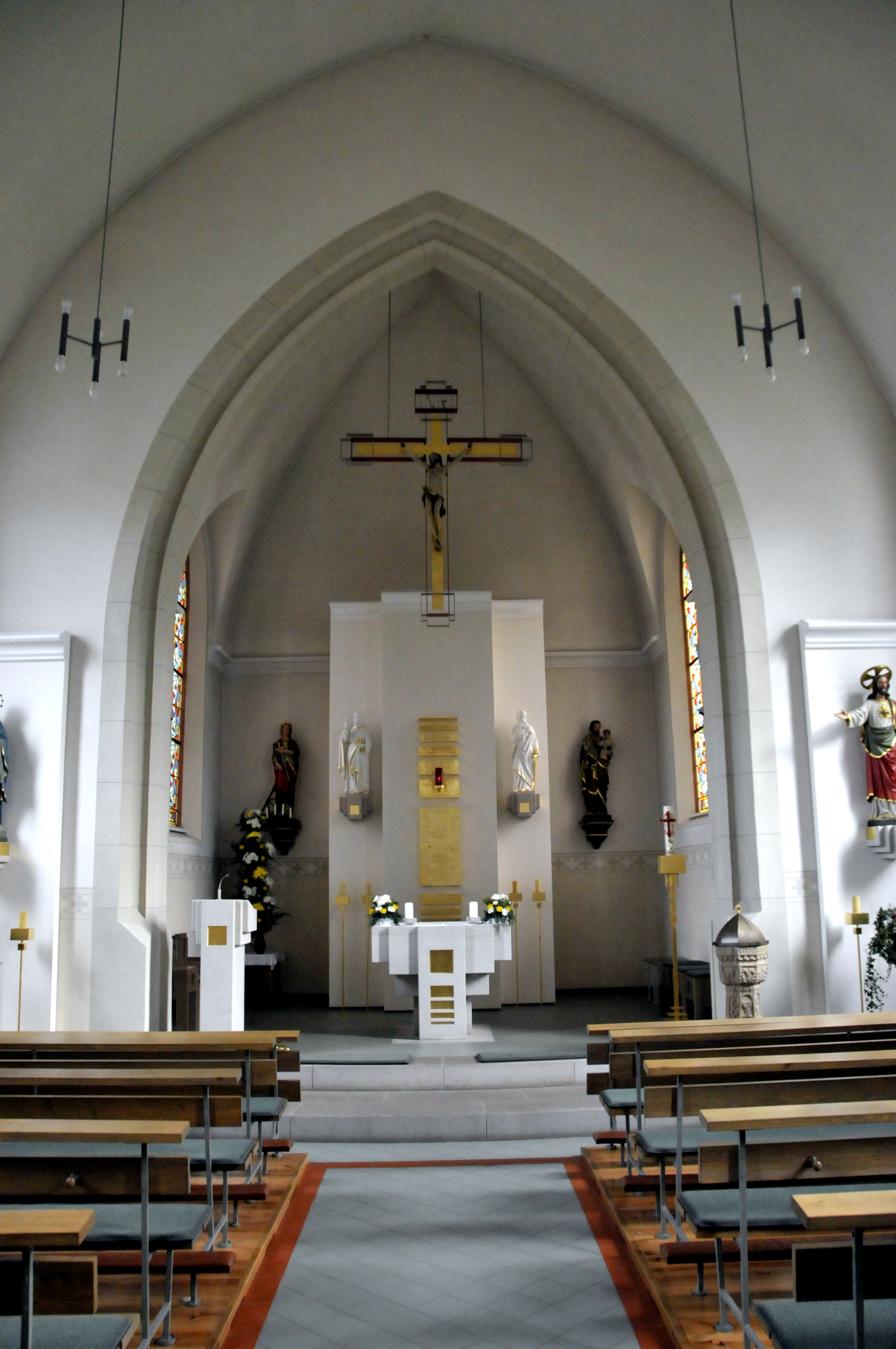
Blick zum Chor
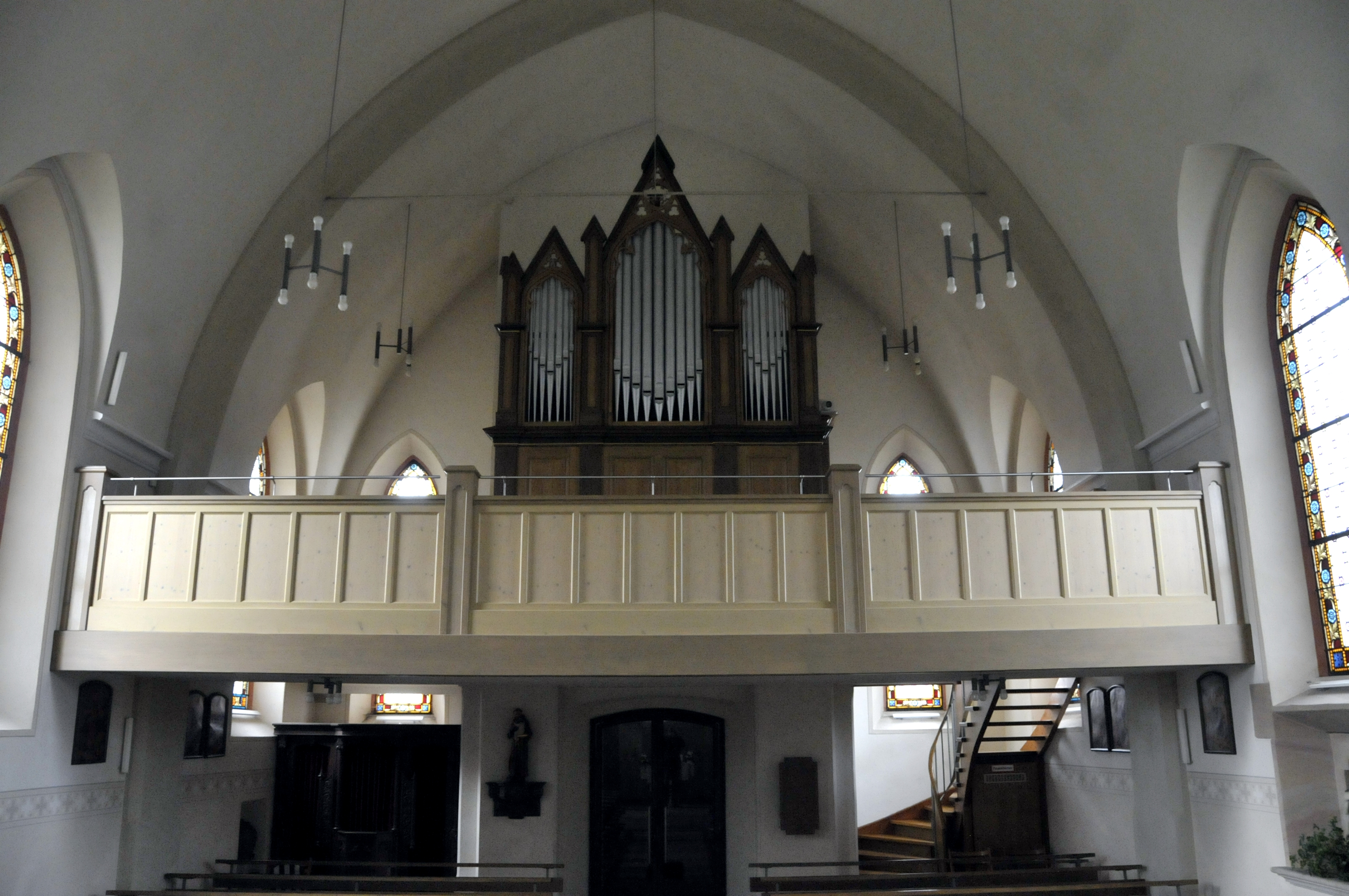
Blick zur Orgelempore
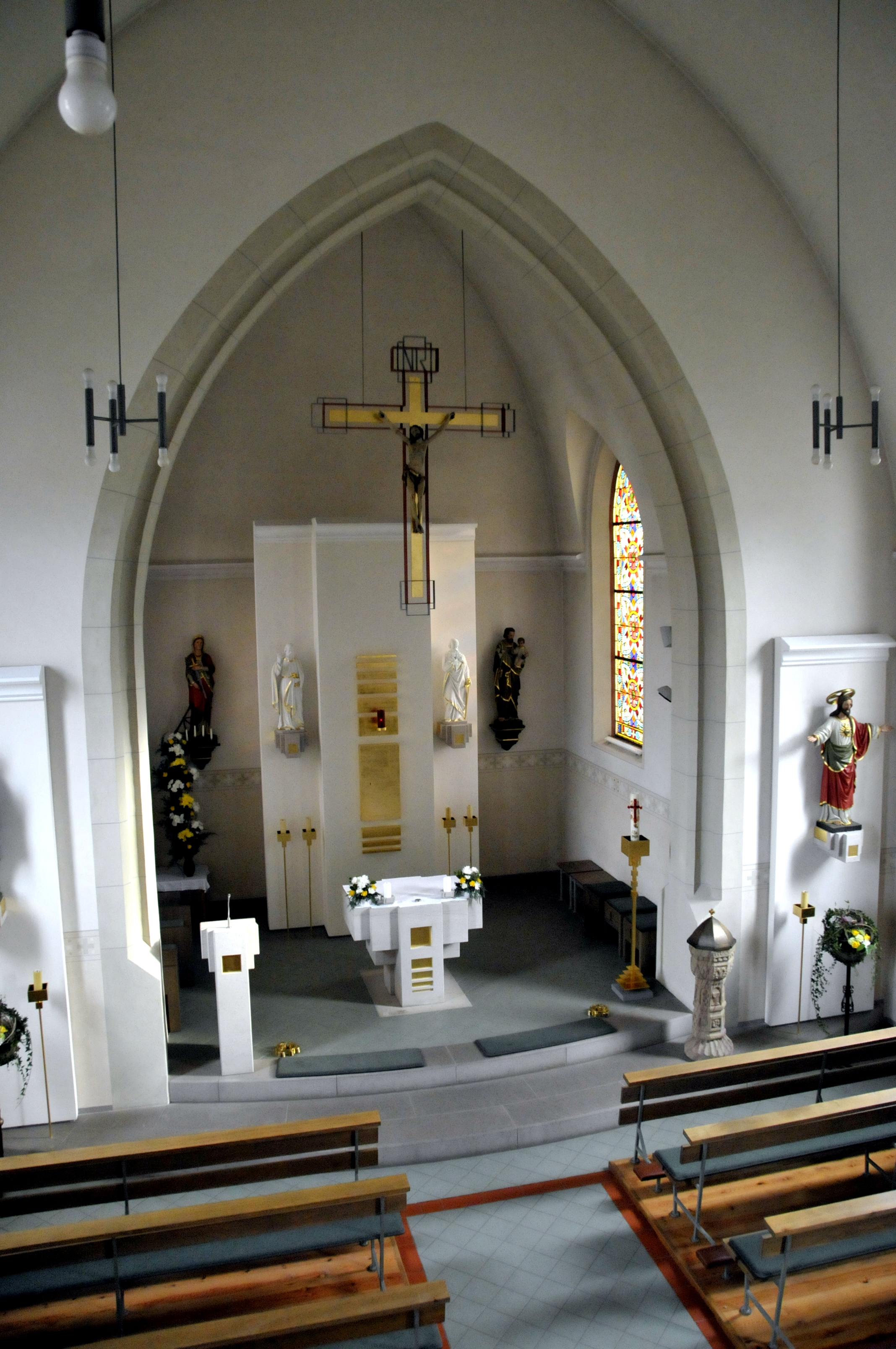
Innenansicht

## Personen
- Eugen Willsau – seit 1965 sammelt und bestimmt der Hobby-Lepidopterologe die Schmetterlingsarten der Rhön und konnte 625 Arten belegen.[6]
- Josef Magnus Wehner (1891–1973), deutscher Schriftsteller und Bühnenautor